# 各台計数システム
各台計数システム（かくだいけいすうシステム）とは、パチンコ店においてパチンコ・パチスロ台一台ずつに出玉の計測を行うユニットを設置して出玉を管理するシステムのこと。一般にはパーソナルシステムの名称で知られているが、「パーソナルシステム」はマースエンジニアリングの商品名であるため、他社では一般名称である「各台計数システム」の名称を使っている。

## 概要
従来のパチンコ店では、大当たり等で出た出玉は一旦玉箱に入れ、遊技終了時にはその玉箱を計数器（ジェットカウンター）まで運んでパチンコ玉を投入することで出玉を計測していた。しかし、パチンコ玉の入った玉箱は重量があり人手が必要となるほか、大当たり時には玉箱の交換が必要となることが多く、店員の労力は大きい（実際、パチンコ店の店員には玉箱の運搬で腰を痛める者も少なくない）。このほか、運搬中の玉こぼれ、玉箱をうっかりひっくり返してしまうなどの要因でせっかくの出玉を無駄にしてしまうトラブルもしばしば発生する。
また出玉の入った玉箱は、よく店側の出玉アピールのために店内の通路に置かれるが、これは通路を狭くし通行人の歩行の妨げとなるため、防災上の観点からもしばしば問題とされている。実際2009年7月に発生した大阪パチンコ店放火殺人事件では、店内の通路に置かれた玉箱が避難時の障害となった可能性が指摘されており、今後防災面から店内の通路に玉箱を積む行為が規制される可能性も浮上している。
これらの問題を解決する一つの手法として生まれたのが、パチンコ台一台ごとにジェットカウンターを取り付け、その場で出玉数を計測する、すなわち「各台計数」を行うシステムである。
実際に使われるシステムとしては、単に各台にジェットカウンターを取り付けるのみならず、その情報を記録したICカード・サイクルコイン等の発行や、一旦計数された出玉を再び遊技のために払い出す機能などを持つ必要があるため、一般的には重複する機能の多いCR機用のカードユニット等と統合したシステムとして販売される。上位機種になると貯玉管理機能等も持っていることが多い。
ただ、以下の「デメリット」の項目にあるように、客側から見て店全体でどの程度の出玉が出ているのかが分からないことから却って客足が遠のいたため、店舗によっては1円パチンコのコーナーのみ各台計数システムを残し、4円パチンコのコーナーのみ元の玉箱と計数器のシステムに戻したケースも多く見受けられる。
また、2023年4月から導入が開始された「スマパチ」では、パチンコ球が台に封入され差玉情報が直接ICカードに記録されるため、そもそも出玉の計数を必要としない。そのためこの種のシステムの必要性が今後低下する可能性も考えられる。

## 歴史
現在一般的なシステムは、業界的には2005年にマースエンジニアリングが参考出品として発表したのが最初とされており、2007年より本格導入がスタート。現在はマースエンジニアリング以外に日本ゲームカードやグローリーナスカ、シルバー電研、サン電子、JCMシステムズ、アイ電子などの認証協メーカー、ダイコク電機など主にCR機用のプリペイドカード事業を行っている企業から数多くのユニットが発売されている。
後述するデメリットや、導入時の機器購入費用の問題もあるものの、導入店舗数は着実に伸びており、2009年9月現在マースエンジニアリングだけでも導入店舗数が累計452店舗にまで達している。また、アルゼ（現・ユニバーサルエンターテインメント）、大都販売なども同種のシステムへの参入を発表している。
また従来のシステムはパチンコ機のみを対象としていたが、2011年にユニバーサルエンターテインメントが業界初となるパチスロ機向けの各台計数システムを発表し、その後他メーカーも同様のシステムを発表するなど、パチスロにも各台計数を導入する動きが出つつある。

## 利点と欠点

### 店側のメリット
- 玉箱の交換・運搬業務が基本的になくなるため、その分省力化が可能で、店員数を減らし人件費を削減できる[1][2]
- 通路に玉箱を置かないため防災面で効果的[3]
- 島内の玉を少なくする事が出来るので経済的
- スタッフを減らさない場合でも、常連客への声掛けなどのサービス向上、ゴトへの監視強化などを図る事が見込まれる[11]

### 客側のメリット
- 遊技中にリアルタイムに出玉数を確認できる
- 大当たり時にいちいち玉箱の交換のために店員を呼ばなくても良い[1]
- 台移動時に重い玉箱を持ち歩かなくても良い[1]
- 好きな玉数にして景品交換が可能
- 手を汚さない
- （離席時にカードを抜き取れば）玉を盗まれる心配がない

### デメリット
- 通路に出玉を置かないため、店全体でどの程度の出玉を出しているのかという「出玉感」の演出が難しくなる[11]
- 昔ながらのパチンコスタイルを求める人が来なくなる
- 現金残高と玉の両方の情報が1枚のカードに記録されるので、玉を使い切って離席した際に、現金残高の残ったカードが盗まれる可能性がある（精算機で精算されてしまう）